# 陸中山田站
陸中山田站（日语：／ Rikuchū-Yamada eki */?）是位於岩手縣上閉伊郡山田町川向町7番23號，三陸鐵道的谷灣線車站。
此站的愛稱為「海之荷蘭島」。

## 歷史

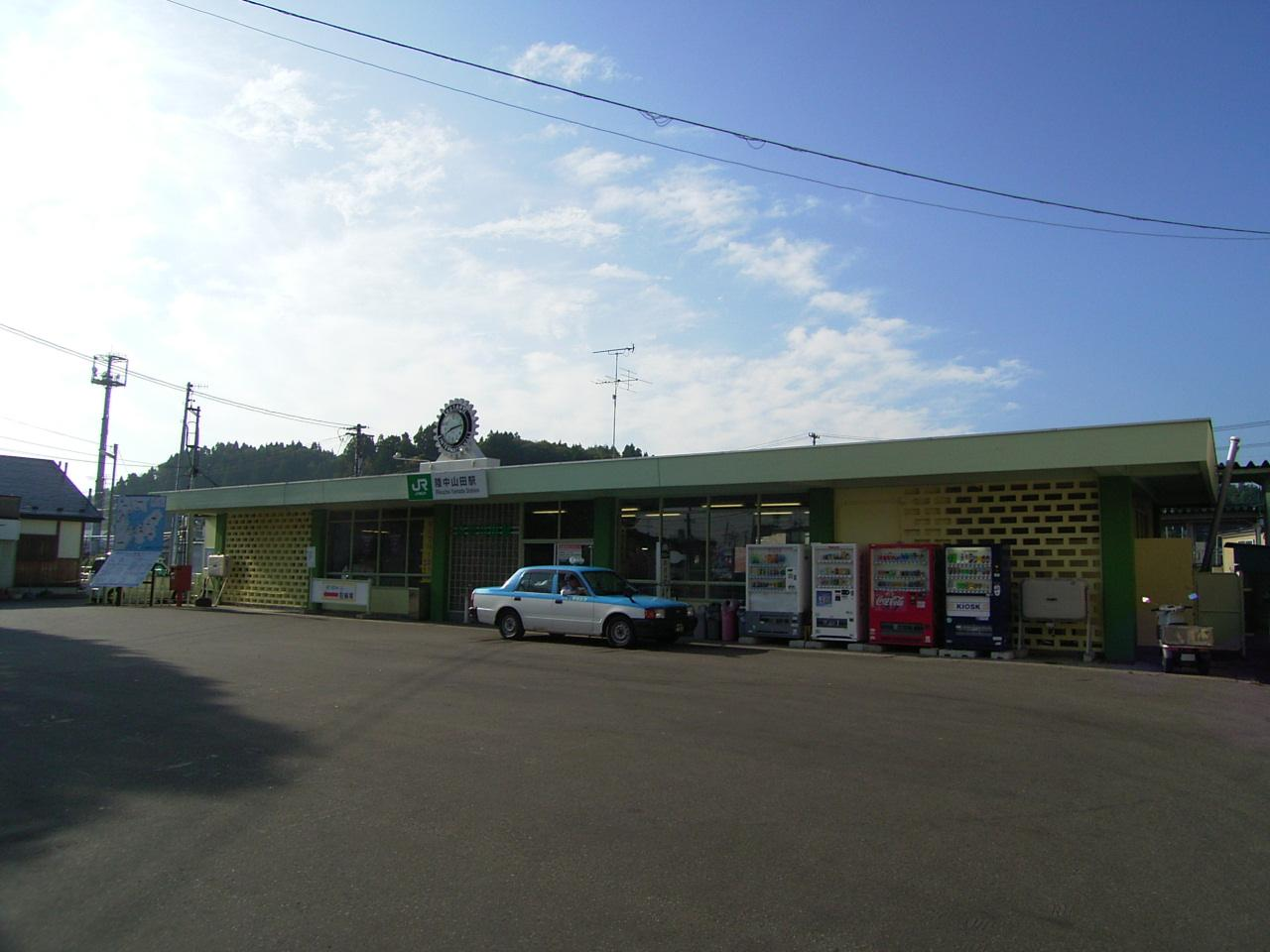
震災前的車站大樓

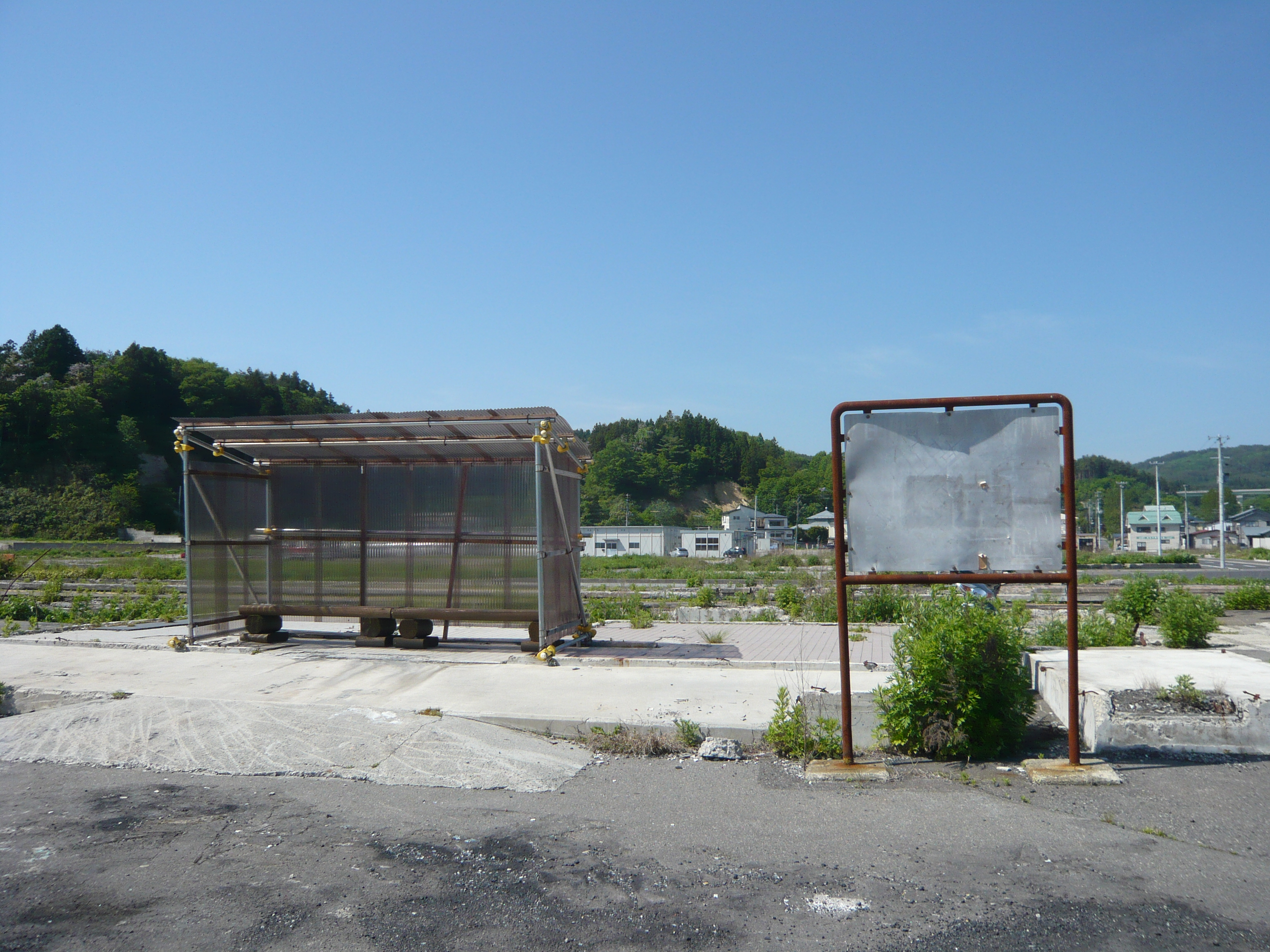
陸中山田站（2013年6月1日）

- 1935年（昭和10年）11月17日：鐵道省山田線車站啟用[1]。當時為終點站[1]。
- 1936年（昭和11年）11月10日：路線延伸至岩手船越站[1]。成為中途車站[1]。
- 1987年（昭和62年）4月1日：伴隨國鐵分割民營化，車站由東日本旅客鐵道（JR東日本）營運[3][1]。
- 2011年（平成23年）3月11日：發生東北地方太平洋近海地震（東日本大震災），使此站暫停營業。地震引發海嘯衝毀此站，後來發生大規模大災，燒毀了車站大樓[4][5]。
- 2019年（平成31年）3月23日：包含此站在內宮古站至釜石站之間重開，同時三陸鐵道繼承該區段[6]。

## 車站構造

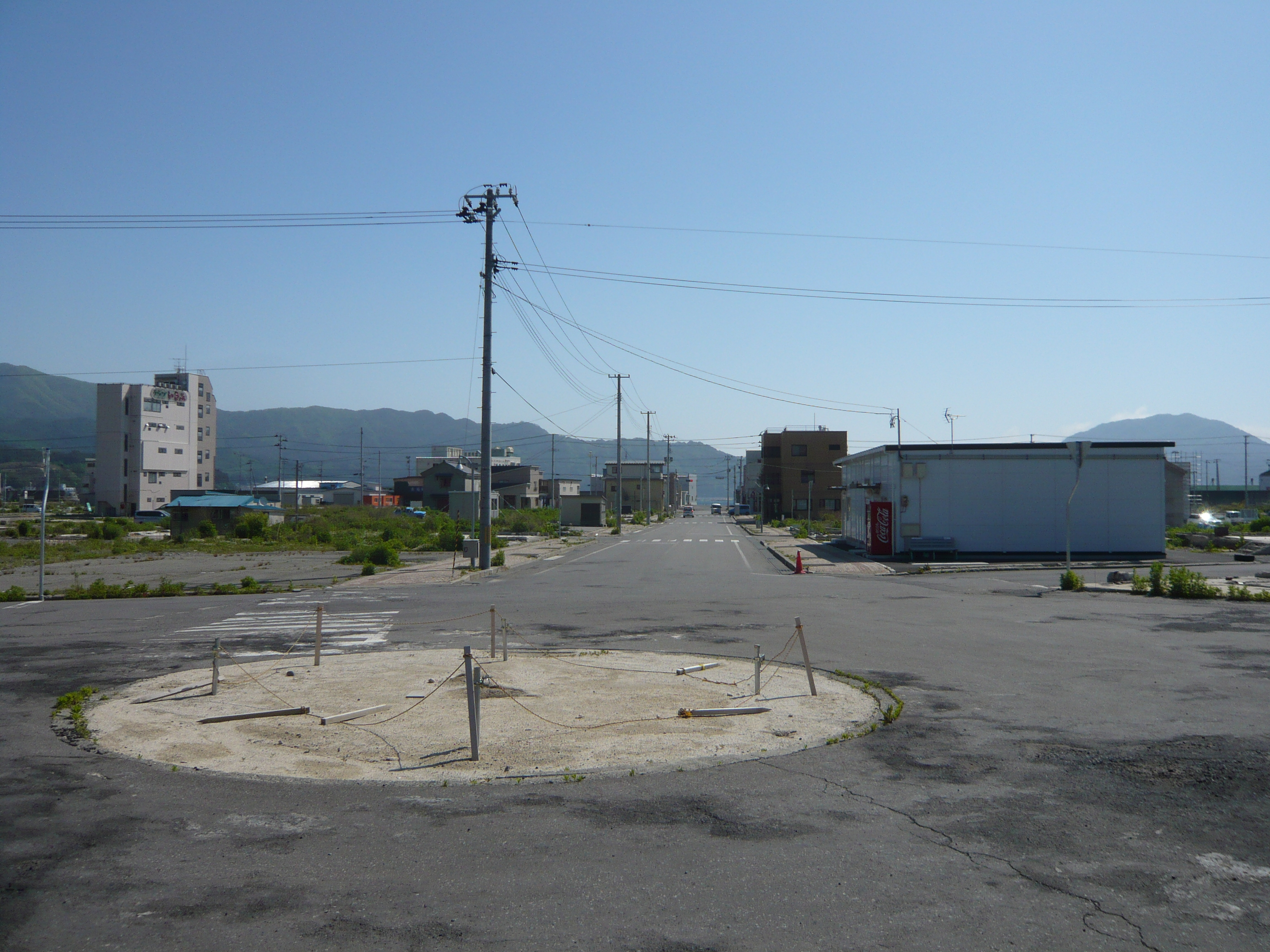
陸中山田站東邊，望向山田町中心（2013年6月1日）

此站是地面車站，設有2面2線的相對式月台，可進行列車交會。在震災前和後也是同一月台配置。兩方向之間設有跨線橋連接。
此站是簡易委託車站，委托山田町觀光協會負責車站業務。
新車站大樓的外觀以西式荷蘭風車為主題。車站大樓內設有山田町交流中心Happine和山田町立圖書館。
在東日本大震災後，車站大樓全毀。在震災前的車站大樓是在1961年（昭和36年）建成。為一座混凝土建築物，設有綠色窗口（營業時間:6時45分 - 16時30分）和自動售票機（可使用橙卡）。另外，舊車站大樓上方設有時鐘。

### 月台
| 月台 | 路線    | 上下行 | 方向           |
| ---- | ------- | ------ | -------------- |
| 1    | ■谷灣線 | 下行   | 宮古、久慈方向 |
| 2    | ■谷灣線 | 上行   | 釜石、盛方向   |

## 使用狀況

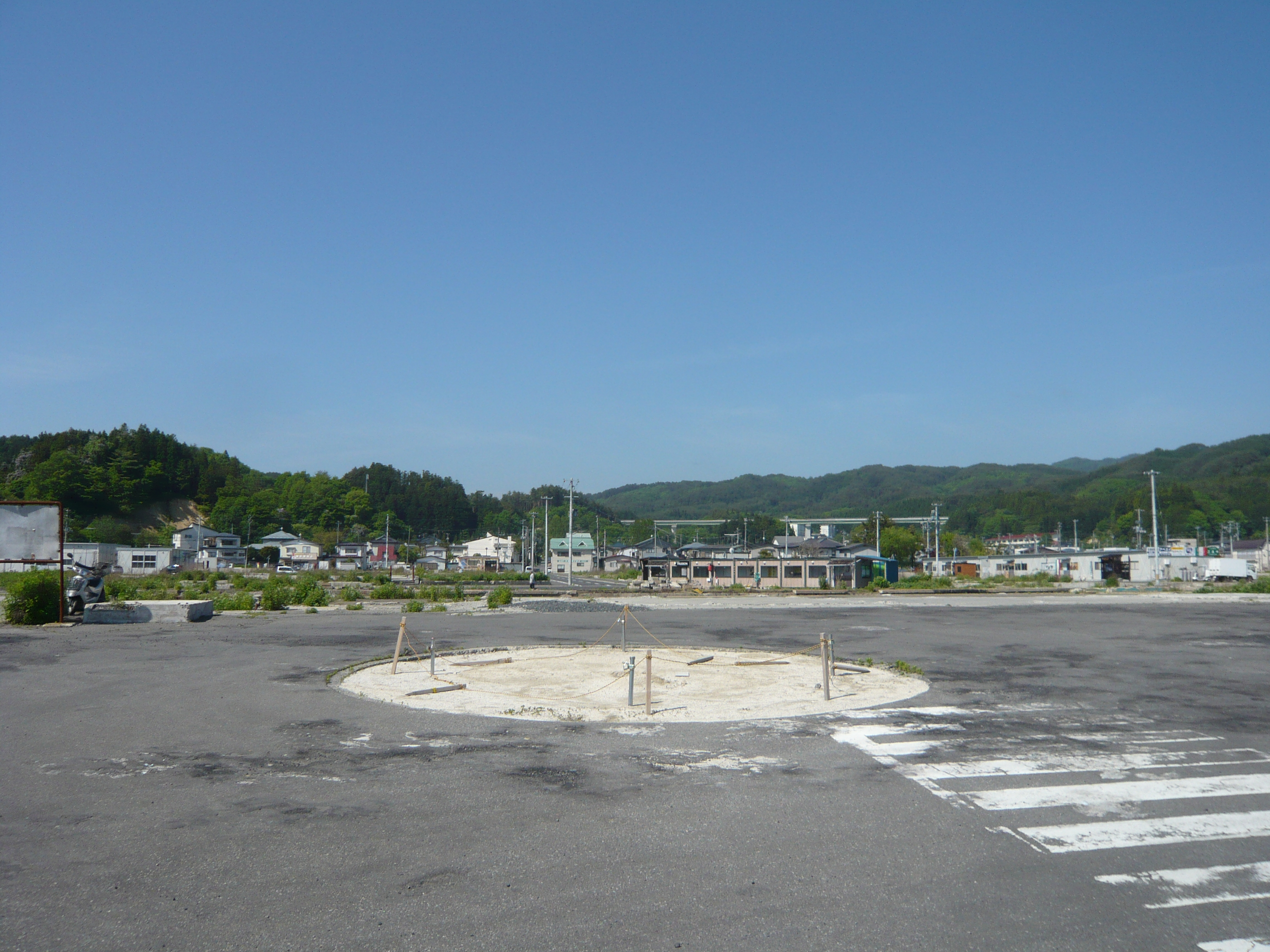
陸中山田站望向西邊（2013年6月1日）

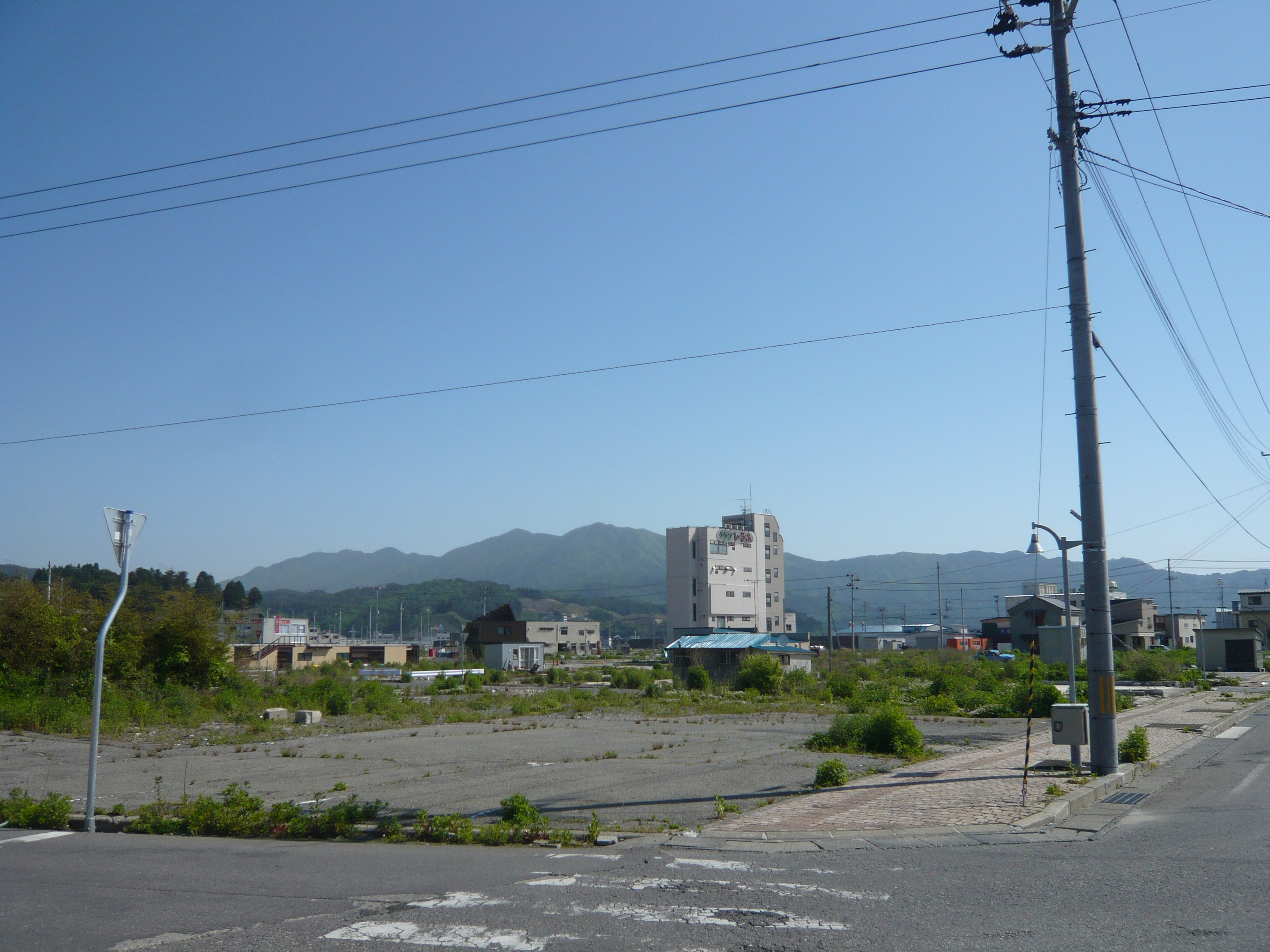
陸中山田站望向東北偏東邊，望向山田町中心（2013年6月1日）

根據「JR東日本」，以下為1日平均乘車人次變化：
| 乘車人次變化       | 乘車人次變化     | 乘車人次變化    |
| 年度               | 1日平均 乘車人次 | 參考資料        |
| ------------------ | ---------------- | --------------- |
| 2000年（平成12年） | 348              | [ 利用客数 1 ]  |
| 2001年（平成13年） | 316              | [ 利用客数 2 ]  |
| 2002年（平成14年） | 297              | [ 利用客数 3 ]  |
| 2003年（平成15年） | 295              | [ 利用客数 4 ]  |
| 2004年（平成16年） | 307              | [ 利用客数 5 ]  |
| 2005年（平成17年） | 315              | [ 利用客数 6 ]  |
| 2006年（平成18年） | 295              | [ 利用客数 7 ]  |
| 2007年（平成19年） | 292              | [ 利用客数 8 ]  |
| 2008年（平成20年） | 278              | [ 利用客数 9 ]  |
| 2009年（平成21年） | 276              | [ 利用客数 10 ] |
| 2010年（平成22年） | 259              | [ 利用客数 11 ] |
| 2011年（平成23年） | 沒有發表         |                 |
| 2012年（平成24年） | 162              | [ 利用客数 12 ] |
| 2013年（平成25年） | 171              | [ 利用客数 13 ] |
| 2014年（平成26年） | 157              | [ 利用客数 14 ] |
| 2015年（平成27年） | 149              | [ 利用客数 15 ] |
| 2016年（平成28年） | 140              | [ 利用客数 16 ] |
| 2017年（平成29年） | 129              | [ 利用客数 17 ] |
| 2018年（平成30年） | 120              | [ 利用客数 18 ] |

## 車站周邊
- 岩手縣道147號陸中山田停車場線（日语：岩手県道147号陸中山田停車場線）
- 國道45號
  - E45 三陸自動車道（山田道路）
- 山田町公所
- 山田町中央公民館
- 山田郵局
- 岩手銀行山田分店
- 山田町魚市場
- 山田灣（日语：山田湾）

## 相鄰車站
三陸鐵道
■谷灣線
織笠－陸中山田－豐間根

## 注腳

### 使用狀況
1. ↑  . 東日本旅客鐵道.   [2018-03-08]. （原始内容存档于2019-04-02） （日语）.
2. ↑  . 東日本旅客鐵道.   [2018-03-08]. （原始内容存档于2019-02-22） （日语）.
3. ↑  . 東日本旅客鐵道.   [2018-03-08]. （原始内容存档于2019-04-02） （日语）.
4. ↑  . 東日本旅客鐵道.   [2018-03-08]. （原始内容存档于2019-03-27） （日语）.
5. ↑  . 東日本旅客鐵道.   [2018-03-08]. （原始内容存档于2019-02-23） （日语）.
6. ↑  . 東日本旅客鐵道.   [2018-03-08]. （原始内容存档于2019-04-02） （日语）.
7. ↑  . 東日本旅客鐵道.   [2018-03-08]. （原始内容存档于2019-04-02） （日语）.
8. ↑  . 東日本旅客鐵道.   [2018-03-08]. （原始内容存档于2019-04-02） （日语）.
9. ↑  . 東日本旅客鐵道.   [2018-03-08]. （原始内容存档于2019-02-22） （日语）.
10. ↑  . 東日本旅客鐵道.   [2018-03-08]. （原始内容存档于2019-04-02） （日语）.
11. ↑  . 東日本旅客鐵道.   [2018-03-08]. （原始内容存档于2019-04-02） （日语）.
12. ↑  . 東日本旅客鐵道.   [2018-03-08]. （原始内容存档于2019-04-02） （日语）.
13. ↑  . 東日本旅客鐵道.   [2018-03-08]. （原始内容存档于2016-03-04） （日语）.
14. ↑  . 東日本旅客鐵道.   [2018-03-08]. （原始内容存档于2019-03-06） （日语）.
15. ↑  . 東日本旅客鐵道.   [2018-03-08]. （原始内容存档于2019-03-23） （日语）.
16. ↑  . 東日本旅客鐵道.   [2018-03-08]. （原始内容存档于2019-02-14） （日语）.
17. ↑  . 東日本旅客鐵道.   [2019-02-13]. （原始内容存档于2019-03-25） （日语）.
18. ↑  . 東日本旅客鐵道.   [2019-07-20]. （原始内容存档于2019-07-05） （日语）.

## 外部連結
- 車站·周邊資訊【陸中山田站】 （页面存档备份，存于）（日語）：三陸鐵道